# Tsiklon-4
Tsiklon-4, Tsyklon-4 ou encore Cyclone-4, était un projet de lanceur ukrainien développé pour les lancements de satellites commerciaux. Dérivé du Tsiklon-3, il disposait d'un nouveau troisième étage, d'une coiffe plus grande et d'un système de contrôle de vol modernisé par rapport à son prédécesseur. Le système de contrôle avait été développé par JSC Khartron,.

## Historique
Le développement de Tsiklon-4 a commencé en 2002, avec un vol inaugural prévu pour 2006. À la suite d'une série de retards de production, cette date de lancement a glissé et devait se produire quelque temps après 2015.
Tsiklon-4 avait été planifié pour être lancé depuis le centre de lancement d'Alcântara au Brésil, ce qui aurait donné à la fusée l'accès à tous les régimes orbitaux. Cependant, le Brésil a renoncé au partenariat avec l'Ukraine en 2015, invoquant des préoccupations concernant le budget du projet, la situation financière des deux pays et l'avenir du marché des lancements commerciaux.
Ioujnoïe a depuis développé un dérivé à deux étages de Tsiklon-4, Cyclone-4M, reprenant le nouveau troisième étage, pour Maritime Launch Services, une entreprise canadienne. La nouvelle fusée devrait être en service vers 2023.

## Caractéristiques techniques
Tsiklon-4 était une fusée à trois étages, construit à partir de la fusée Tsiklon-3 et utilisant des versions améliorées des deux premiers étages de celle-ci. Les nouveautés étaient pour la plupart sur le troisième étage nouvellement développé :
- Le troisième étage embarque trois fois plus d'ergols que celui de Tsiklon-3,
- Le nouveau moteur-fusée RD-861K ré-allumable 3 à 5 fois,
- Un système de contrôle moderne de type occidental capable d'injections orbitales précises,
- Une nouvelle coiffe dérivée de celle d'Ariane 4 est développée. Elle a un diamètre de 4 mètres, avec des conditions de température et de propreté contrôlées à l'intérieur.

Tsiklon-4 aurait amélioré le système d'alimentation en carburant, permettant une capture sûre des vapeurs toxiques des ergols hypergoliques.
Tsiklon-4 aurait pu placer jusqu'à 5 250 kg sur une orbite de 185 km, 4 900 kg sur une orbite de 400 km ou 500 kg sur une orbite géosynchrone.
| Caractéristiques        | 1er étage - 11K69                  | 2e étage - 11S692                  | 3e étage              |
| ----------------------- | ---------------------------------- | ---------------------------------- | --------------------- |
| Moteurs                 | 1 × RD-261 + moteur vernier RD-855 | 1 × RD-262 + moteur vernier RD-856 | 1 × RD-861K           |
| Poussée                 | 2 970 kN                           | 995 kN                             | 76 kN                 |
| Impulsion spécifique    | 300,4 s                            | 314 s                              | 325 s                 |
| Durée de fonctionnement | 119 secondes                       | 162 s                              | 450 s                 |
| Ergols                  | UDMH/peroxyde d'azote              | UDMH/peroxyde d'azote              | UDMH/peroxyde d'azote |